# Michael Rapoport

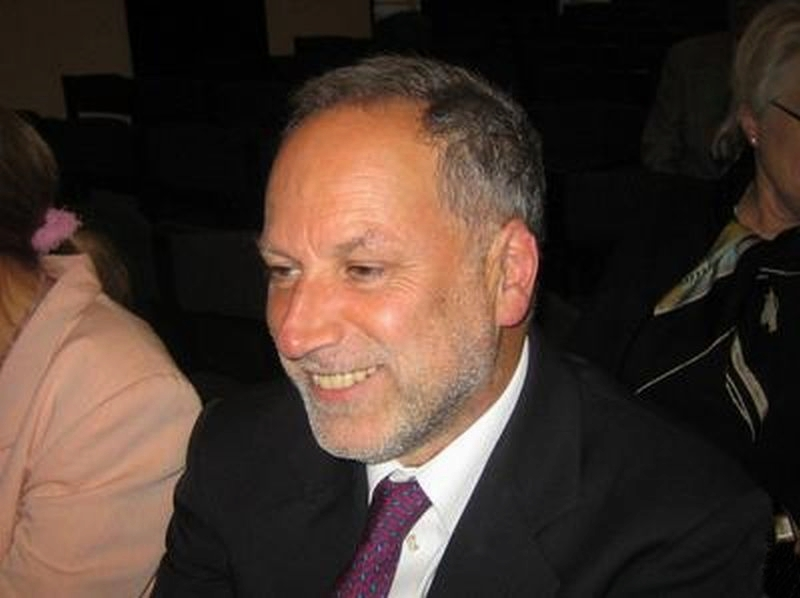
Michael Rapoport, Bonn 2007

Michael Rapoport (* 2. Oktober 1948 in Cincinnati, Ohio) ist ein österreichischer Mathematiker, der in Deutschland lebt und arbeitet.

## Leben und Werk
Michael Rapoport wurde als Sohn des jüdischen österreichischen Biochemikers Samuel Mitja Rapoport und der deutschen Kinderärztin Ingeborg Rapoport geb. Syllm in Cincinnati im US-Bundesstaat Ohio geboren, wohin seine Eltern aufgrund des Nazi-Regimes geflohen waren. Seine Eltern waren beide überzeugte Sozialisten. Einer seiner drei Geschwister ist der an der Harvard University wirkende Biochemiker Tom Rapoport. Die Familie lebte zunächst in den Vereinigten Staaten und dann wegen der politischen Überzeugungen der Eltern in der Deutschen Demokratischen Republik. Rapoport besuchte die EOS mathematischer Richtung „Heinrich Hertz“ im Ost-Berliner Stadtteil Adlershof, wo er 1967 das Abitur ablegte. Da er aufgrund der Herkunft seines Vaters die österreichische Staatsbürgerschaft besaß und diese mit Erreichen der Volljährigkeit nicht aufgab, war es ihm im Gegensatz zu DDR-Bürgern möglich, im westlichen Ausland zu studieren. Er absolvierte ab 1967 ein Studium der Mathematik in Berlin, Paris, Princeton sowie Harvard, und promovierte 1976 an der Universität Paris-Süd bei Pierre Deligne (Dissertation: Compactifications de l'espace de modules de Hilbert-Blumenthal).
Von 1976 bis 1980 war Michael Rapoport Assistent an der Humboldt-Universität zu Berlin. Ab 1982 war er Professor in Heidelberg, ab 1986 in Bonn, dann ab 1989 in Wuppertal und ab 1996 an der Universität Köln. 2003 bis 2017 war er Professor für arithmetische algebraische Geometrie an der Universität Bonn.
Bekannt wurde er durch seine Arbeiten über Shimura-Varietäten und den Beweis der Langlandsvermutung für lokale Funktionenkörper (zusammen mit Gérard Laumon und Ulrich Stuhler) in dem Aufsatz „{\displaystyle {\mathcal {D}}}-elliptic sheaves and the Langlands correspondence.“
Zu seinen Doktoranden gehören Torsten Wedhorn, Ulrich Görtz, Peter Scholze und Eva Viehmann.

## Auszeichnungen
- 1992 wurde er gemeinsam mit Christopher Deninger, Peter Schneider und Thomas Zink mit dem Gottfried-Wilhelm-Leibniz-Preis ausgezeichnet.
- 1994 war er Invited Speaker auf dem Internationalen Mathematikerkongress (Non-archimedean period domains).
- 1999 erhielt er den Gay-Lussac-Humboldt-Preis.[5]
- 2003 wurde er in die Deutsche Akademie der Naturforscher Leopoldina aufgenommen.[6]
- 2011 bekam er den Heinz-Hopf-Preis.
- 2012 wurde er zum ordentlichen Mitglied der Academia Europaea gewählt.
- 2013 wurde ihm der Karl-Georg-Christian-von-Staudt-Preis zugesprochen.

## Schriften
- mit P. Deligne: Les schémas de modules de courbes elliptiques. Modular functions of one variable, II (Proc. Internat. Summer School, Univ. Antwerp, Antwerp, 1972), S. 143–316. Lecture Notes in Math., Vol. 349, Springer, Berlin 1973. doi:10.1007/978-3-540-37855-6_4.
- mit A. Ash, D. Mumford, Y. Tai: Smooth compactification of locally symmetric varieties. Lie Groups: History, Frontiers and Applications, Vol. IV. Math. Sci. Press, Brookline, Mass. 1975.
- mit T. Zink: Über die lokale Zetafunktion von Shimuravarietäten. Monodromiefiltration und verschwindende Zyklen in ungleicher Charakteristik. In: Invent. Math. 68 (1982), no. 1, S. 21–101. doi:10.1007/BF01394268
- mit G. Laumon, U. Stuhler: {\displaystyle {\mathcal {D}}}-elliptic sheaves and the Langlands correspondence. In: Invent. Math. 113 (1993), no. 2, S. 217–338. doi:10.1007/BF01244308
- Non-Archimedean period domains. Proceedings of the International Congress of Mathematicians, Vol. 1, 2 (Zürich, 1994), Birkhäuser, Basel 1995, S. 423–434.
- mit T. Zink: Period spaces for {\displaystyle p}-divisible groups. In: Annals of Mathematics Studies. 141. Princeton University Press, Princeton, NJ 1996.
- mit S. Kudla, T. Yang: Modular forms and special cycles on Shimura curves. In: Annals of Mathematics Studies. 161. Princeton University Press, Princeton, NJ, 2006, ISBN 0-691-12551-1.
- mit S. Kudla: Special cycles on unitary Shimura varieties I. Unramified local theory. In: Invent. Math. 184 (2011), no. 3, S. 629–682.